# Северный полюс Юпитера

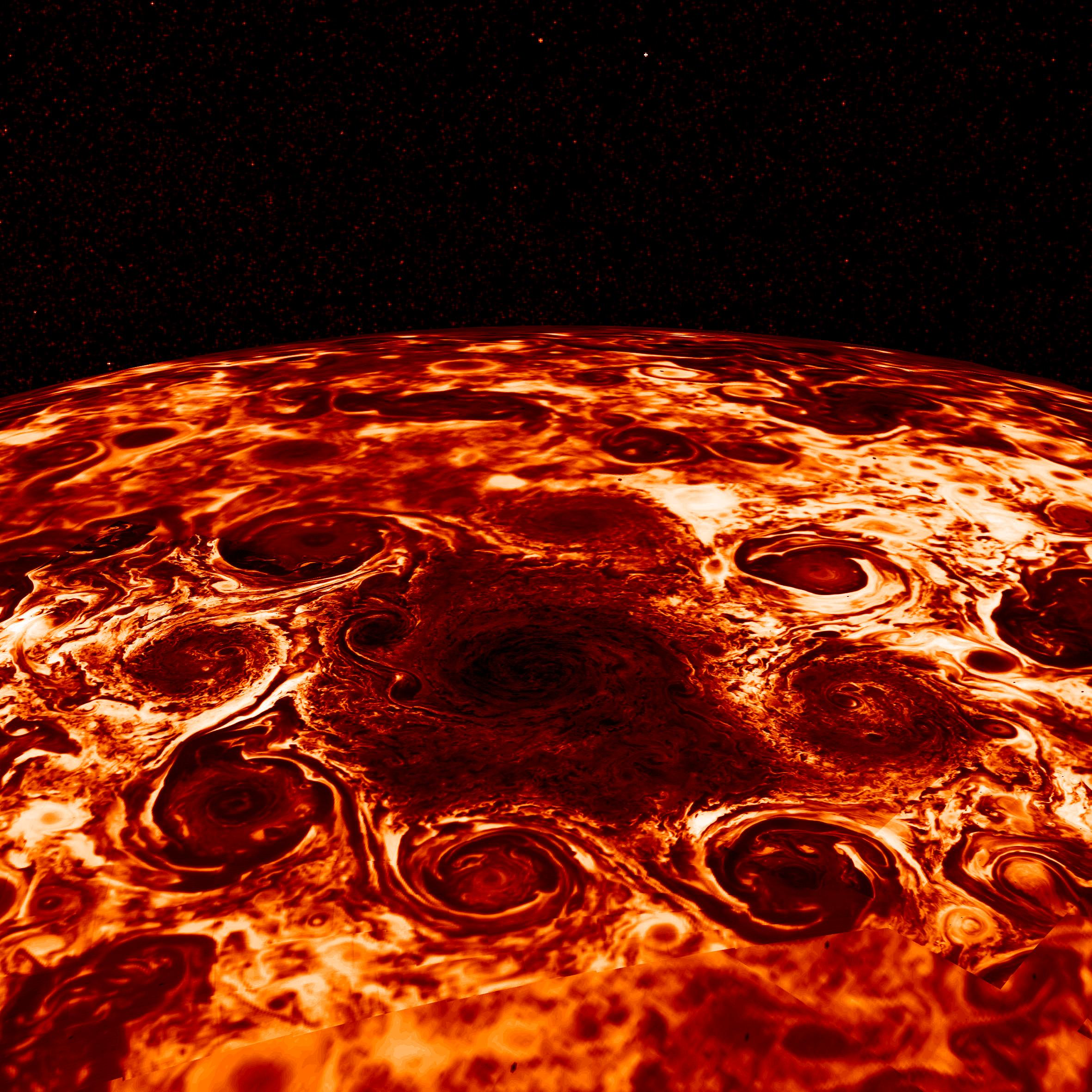
Циклоны северного полюса Юпитера в инфракрасном диапазоне (фото КА «Юнона»)

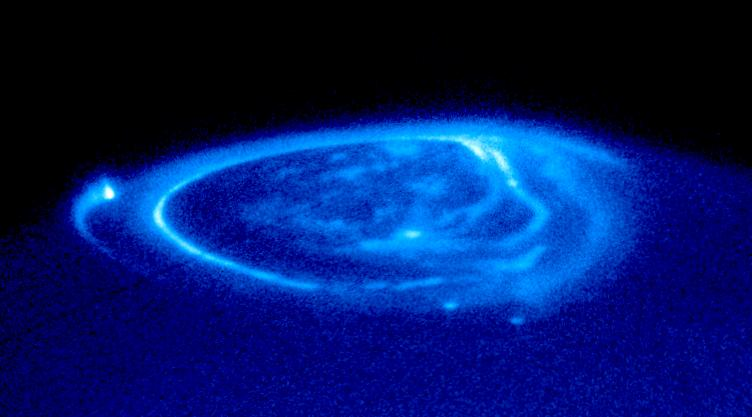
Полярное сияние над северным полюсом Юпитера

Северный полюс Юпитера, как и южный, имеет более синий цвет поверхности, чем остальной Юпитер.
Как и у южного, впервые его изображение было получено с выходом на полярную орбиту Юпитера зонда «Юнона» в июле 2016 года. При этом был открыт его полярный циклон, размером чуть более 3000 км, окружённый восемью циклонами поменьше (диаметром 2400—2800 км, то есть почти вдвое меньше циклонов Южного полюса), образующими близкий к правильному восьмиугольник. Все они закручены против часовой стрелки. В отличие от южного полюса, на котором в 2019 году к пятёрке периферийных циклонов прибавился шестой, на северном данная конструкция «1+8», по крайней мере до конца 2020 года, оставалась стабильной. Как показали исследования, её стабильность обеспечивается стремлением периферийных циклонов отталкивать друг друга и сместиться к полюсу, в то время как центральный циклон стремится отталкивать их всех.
Три периферийных циклона (2-й, 6-й и 8-й) имеют цвет, близкий по яркости к фоновому, а остальные 5 светлее. Вокруг них вьются несколько циклонов поменьше, диаметром до 1000 км, некоторые из которых крутятся и по часовой стрелке.
Температура верхних слоёв атмосферы в этом регионе примерно равна −83…-13 °C.
По прибытии «Юноны» к Юпитеру его северный полюс был погружён во тьму полярной ночи, поэтому первые его снимки были только инфракрасными, и лишь когда солнечный свет сместился в северное полушарие, появилась возможность увидеть все его циклоны при свете Солнца, причём для составления одной полной фотографии полюса аппарату требуется четыре приближения к нему. С учётом того, что орбитальный период Юноны колеблется в районе 43—53 земных суток, на это уходит около земного полугода.
На северном полюсе Юпитера расположено открытое в 2000 году Большое рентгеновское пятно, пульсирующее с периодом около 45 минут (аналогичное пятно есть и на Южном полюсе, но там оно существенно меньше). Объяснение этому феномену пока не найдено.